# Pseudonapomyza hamata
Pseudonapomyza hamata är en tvåvingeart som beskrevs av Zlobin 2002. Pseudonapomyza hamata ingår i släktet Pseudonapomyza och familjen minerarflugor.
Artens utbredningsområde är Mongoliet. Inga underarter finns listade i Catalogue of Life.